# Preußischer 551/552 Altona bis 669/670 Altona
| Preußischer ET 551           |                                               |                                               |                                               |           |           |
| Nummerierung                 | ab 1910 551/552–651/652 Altona                | ab 1910 653/654–663/664 Altona                | ab 1910 665/666–669/670 Altona                |           |           |
| Hersteller                   | mech.: LHW, Van der Zypen & Charlier el.: AEG | mech.: LHW, Van der Zypen & Charlier el.: SSW | mech.: LHW, Van der Zypen & Charlier el.: AEG |           |           |
| Baujahre                     | 1905–1907                                     | 1907                                          | 1907                                          |           |           |
| Umbau                        | 1932 Umbau in elT 1501 a/b – 1560 a/b         | 1932 Umbau in elT 1501 a/b – 1560 a/b         | 1932 Umbau in elT 1501 a/b – 1560 a/b         |           |           |
| Anzahl                       | 51                                            | 6                                             | 3                                             |           |           |
| Achsformel                   | Bo’1 + 1(1A)                                  | Bo’1 + 1 2’                                   | Bo’1 + 1(1A)                                  |           |           |
| Stromsystem                  | 6 kV ~ 25 Hz                                  | 6 kV ~ 25 Hz                                  | 6 kV ~ 25 Hz                                  |           |           |
| Spurweite                    | 1.435 mm                                      | 1.435 mm                                      | 1.435 mm                                      |           |           |
| Treibraddurchmesser          | 1.000 mm                                      | 1.000 mm                                      | 1.000 mm                                      |           |           |
| Laufraddurchmesser           | 1.000 mm                                      | 1.000 mm                                      | 1.000 mm                                      |           |           |
| Höchstgeschwindigkeit        | 50 km/h                                       | 50 km/h                                       | 50 km/h                                       |           |           |
| Länge über Puffer            | 29.650 mm                                     | 29.650 mm                                     | 29.550 mm                                     | 29.550 mm | 29.550 mm |
| Achsabstand der Fahrgestelle | 2.500 mm                                      | 2.500 mm                                      | 2.500 mm                                      |           |           |
| Dienstmasse                  | 70,25 t                                       | 70,27 t                                       | 70,22 t                                       |           |           |
| größte Achslast              | 15,5 t                                        | 15,5 t                                        | 15,5 t                                        |           |           |
| Bremsen                      | Westinghouse-Druckluftbremse                  | Westinghouse-Druckluftbremse                  | Westinghouse-Druckluftbremse                  |           |           |
| Installierte Leistung        | 255 kW                                        | 264 kW                                        | 255 kW                                        |           |           |
| Fahrmotorentyp               | Winter-Eichberg                               | Reihenschlussmotor                            | Winter-Eichberg                               |           |           |
| Motoraufhängung              | Tatzlager-Bauweise                            | Tatzlager-Bauweise                            | Tatzlager-Bauweise                            |           |           |
| Übersetzungsverhältnis       | 1:4,22                                        | 1:3,65                                        | 1:4,22                                        |           |           |
| Anzahl Fahrmotoren           | 3                                             | 2                                             | 3                                             |           |           |
| Sitzplätze                   | 126                                           | 128                                           | 128                                           |           |           |
| Klassen                      | 2. / 3.                                       | 2. / 3.                                       | 2. / 3.                                       |           |           |

Die Triebwagen der Reihe Preußischer 551/552 Altona bis 669/670 Altona waren elektrische Triebzüge der Hamburg-Altonaer Stadt- und Vorortbahn.
Sie waren nach Versuchen auf der Zweigbahn Schöneweide–Spindlersfeld und der Oranienburger Versuchsbahn mit die ersten Serienfahrzeuge, die für den Betrieb mit Einphasen-Wechselstrom in 60 Exemplaren beschafft wurden. Diese 60 Fahrzeuge wurden 1925 rekonstruiert und blieben in dieser Form bis 1952 bei der Deutschen Reichsbahn und der Deutschen Bundesbahn in Betrieb. Die Bezeichnung der umgebauten Fahrzeuge änderte sich in 1501 a/b  bis 1560 a/b. Es ist kein Exemplar erhalten geblieben.

## Geschichte
Für den Betrieb auf der heutigen S-Bahn Hamburg, der zunächst als Probebetrieb für die Entwicklung neuer elektrischer Fernbahnnetze gedacht war, wurden 1905 zunächst 60 Fahrzeuge von den Preußischen Staatseisenbahnen bestellt. Die Einheiten sollten aus zwei kurzgekuppelten dreiachsigen Wagen bestehen. Die Einheit wurde als Viertelzug bezeichnet. Die Züge sollten im planmäßigen Betrieb mit zwei bis vier Viertelzügen verkehren. Der erste Zug mit der Bezeichnung 2100/2101 wurde im gleichen Jahr fertiggestellt und auf der Oranienburger Versuchsbahn bis 1907 ausführlich getestet.
Die Fahrzeuge wurden mit zwei verschiedenen Antriebsmotoren geliefert. Mit dem Winter-Eichberg-Motor wurden die Viertelzüge 2100/2101 bis 2198/2199 und 2350/2351 bis 2356/2357 ausgerüstet. Mit dem Reihenschlussmotor waren die Viertelzüge 2358/2359 bis 2368/2369 ausgestattet. In der Entwicklung wurden den ausführenden Firmen freie Hand gelassen, lediglich der gemeinsame Betrieb mit Vielfachsteuerung sollte gewährleistet sein. Das führte dazu, dass Viertelzüge mit elektrischer Ausrüstung der AEG aus zwei Triebwagen, Viertelzüge mit elektrischer Ausrüstung der Siemens-Schuckertwerke aus einem Trieb- und einem Steuerwagen bestanden. Bei den ET + ET-Viertelzügen besaß der Triebwagen mit der elektrischen Ausrüstung und den Stromabnehmern zwei Antriebsachsen, der andere lediglich eine.
Ab dem 1. Oktober 1907 wurden die Züge auf der Hamburg-Altonaer Stadt- und Vorortbahn planmäßig eingesetzt. Dabei verkürzte sich auf dem Abschnitt Hamburg-Blankenese–Hamburg-Ohlsdorf die Fahrzeit von 66 Minuten während der Dampflokzeit auf 52 Minuten. Es traten zunächst Probleme bei den Fahrzeugen auf, die zu zahlreichen Ausfällen führten. Mängel bei der Stromversorgung waren für die zeitweise Einstellungen des elektrischen Betriebes verantwortlich. Ein Mangel bei den Fahrzeugen war nicht ausreichende Isolation bei den Transformatoren und den Fahrmotoren, was zu übermäßiger Erwärmung der Bauelemente führte. Mechanische Mängel waren zu schwach dimensionierte Lagerungen bei den Drehgestellen, die Kurzkupplungen waren zu schwach bemessen, bei Kurvenfahrt führten die anfangs gerade ausgeführten Hülsenpuffer zu starken Belastungen der Pufferbohle mit Verbiegungen.
Insgesamt gesehen haben sich die Fahrzeuge im Gesamtbetrieb bewährt. Konzipiert waren sie für eine Lebensdauer von sieben bis acht Jahren, in der Praxis waren sie in der Ausgangsvariante bis 1925 im Einsatz. Ab 1910 wurden sie mit der neuen Bezeichnungen ET 551/552 Altona bis ET 669/670 Altona versehen. Alle 60 ausgelieferten Triebwagen wurden in der Zeit mit einer verstärkten elektrischen Ausrüstung versehen und erhielten die neuen Bezeichnungen 1501 a/b bis 1560 a/b mit folgenden technischen Daten:
Nach dem Umbau waren die Fahrzeuge nur noch zweimotorig. Die Hauptarbeiten betrafen die Ertüchtigung der elektrischen Ausrüstung. So wurden neue Fahrmotoren mit anderer Übersetzung eingebaut. Als Hochspannungsschalter wurde der Ölschalter durch eine Hochspannungssicherung ersetzt. Außerdem wurde die Steuerung geändert.
Die Wagenaufbauten aus Holz wurden einer Aufarbeitung unterzogen. 1928/1929 wurde die Zug- und Stoßeinrichtung getauscht. Anstelle der bisherigen Schraubenkupplung erhielten die Fahrzeuge eine Scharfenbergkupplung. In dieser Konfiguration waren sie bei der Deutschen Bundesbahn im Einsatz. Die letzten Fahrzeuge wurden 1952 ausgemustert.

## Konstruktion

### Wagenbau

Abbildung des Prototyps der 551/552–669/670 aus dem Jahr 1905

Der Wagentyp entsprach den damals üblichen Personenwagen mit Oberlichtaufbau und Abteiltüren. Der Hauptrahmen bestand aus genieteten Stahlträgern. Auf ihm wurde der Wagenkastens aufgenietet, der aus einem Holzgerippe, beplankt mit Blechen, bestand. Das Fahrzeug war mit einem Drehgestell und einer Vereinslenkachse ausgestattet. Die Abfederung zwischen dem Fahrgestell und dem Wagenkasten wurde mit Blatt- und Schraubenfedern realisiert. In dem Drehgestell, bei dem nur eine Achse angetrieben war und bei den anderen Fahrzeugtypen im Laufachsdrehgestell war der Luftverdichter untergebracht. Die einlösige Bremse wirkte auf alle Räder im Drehgestell. Die Lenkachsen waren ungebremst.
Die Fahrgasträume waren schlicht gehalten. An der Stirnseite beider Wagen war auf der in Fahrtrichtung linken Seite der Führerstand, der fallweise verschlossen werden konnte. Im Führerstand des Wagens mit den Stromabnehmern war die Hochspannungskammer untergebracht. Obwohl die Wagen als Abteilwagen ausgebildet waren, besaßen sie zusätzlich im Inneren einen Seitengang sowie ein Gepäckabteil. Ein Abort war nicht vorhanden. Die Beleuchtung war elektrisch, ebenso die Heizung. Diese wurde über Widerstände geregelt, die nur wirken konnten, wenn die Fahrmotoren stromlos geschaltet waren.

### Elektrischer Teil
Diese Fahrzeuge waren je nach Ausführungsfirma unterschiedlich ausgerüstet, einheitlich war die kompatible Steuerung der Fahrzeuge. Über die Wagen von AEG ist bekannt, dass sie Schleifbügel-Stromabnehmer, ähnlich den Lyrastromabnehmer besaßen, die mit Druckluft betätigt werden konnten. In der Hochspannungskammer waren zwei Bügeltrennschalter, der Blitzschutz, die Erdungseinrichtung, die Hochspannungssichrung und ein Ölschalter untergebracht. Der Transformator war ölgekühlt und unter dem Wagenkastenboden aufgehängt. Anzapfungen gab es für die Fahrmotoren mit 450 V und 700 V sowie für die Hilfsbetriebe mit 300 V. Die Niederspannungsseite ermöglichte einen Betrieb des Wagens mit 300 V bei Fahrten im Bahnbetriebswerk.
Die Steuerung des Fahrzeuges im Betrieb wurde mit einer elektromagnetischen Schützensteuerung realisiert. Anfangs besaßen die Wagen nur vier, später sechs Fahrstufen. Für die Steuerung der Winter-Eichberg-Fahrmotoren besaßen sie zusätzliche Transformatoren für die Erregung. Ein Erregertransformator speiste die Rotoren der Fahrmotoren, der Stator erhielt seine Spannung in zwei Stufen regelbar. Die Fahrmotoren waren als vierpolige Gleichstrommaschinen ausgeführt und eigenbelüftet. Die inneren Lager waren ölgekühlt und erhielten das Öl durch eine Ölpumpe. Ursprünglich war für die Luftversorgung der Druckluft-Bremse nur der Luftpresser des führenden Wagens zuständig. Später arbeiteten alle Luftpresser abhängig vom führenden Wagen. Die Stromabnehmer konnten in Abhängigkeit vom Fahrwendeschalter gesteuert werden. Für die Druckluftsteuerung besaßen die Wagen eine durchgehende Hauptluftbehälterleitung. Alle Kabel waren in speziellen Kanälen geführt.
Die Wagen mit der elektrischen Ausrüstung der Siemens-Schuckertwerke besaßen Scheren-Stromabnehmer. Ihre Fahrmotoren waren versuchsweise als Reihenschlussmotor ausgeführt. Sie besaßen Widerstandsverbinder, die in den Nuten des Ankers eingebaut waren. Durch eine nachträglich eingebaute Fremdlüftung konnte die Leistungsfähigkeit der Motoren erhöht werden. Die Steuerung konnte die Zugkräfte auf den einzelnen Fahrstufen gut anpassen.
Bei Messfahrten wurden folgende Beschleunigungen ermittelt:
- bei Anfahrt von Stand bis 30 km/h 0,43 m/s²

- bei Anfahrt von Stand bis 45 km/h 0,3 m/s².